# Яссін Кешта
Яссі́н Кешта́ (фр. Yassine Kechta, нар. 25 лютого 2002, Париж, Франція) — марокканський футболіст, півзахисник французького клубу «Гавр».

## Ігрова кар'єра

### Клубна
Яссін Кешта народився у Франції у передмісті Парижу. Займатися футболом почав у паризьких клубах, серед яких був також футбольний клуб «Париж». У 2016 році футболіст приєднався до академії клубу «Гавр».
З 2019 року футболіста почали залучати до ігор головної клубної команди. Але першу гру в основі Кехта провів лише 15 травня 2021 року, коли вийшов на заміну у матчі проти «Труа» у турнірі Ліги 2.
Сезон 2023/24 Кехта розпочав як гравець Ліги 1. Першу гру у вищому дивізіоні французького чемпіонату Яссін провів 13 серпня 2023 року. В тому ж році футболіст продовжив контракт із клубом до 2026 року.

### Збірна
Яссін Кехта починав сиутпи на міжнародному рівні у складі французької збірної (U-16). Дажі він грав за юнацьку та молодіжну збірні Марокко.
У березні 2023 року Яссін Кехта отримав виклик на товариський матч національної збірної Марокко проти Бразилії але того разу він залишився серед запасних.

## Досягнення
Гавр
- Переможець Ліги 2: 2022/23